# Gelbe Wabenkröte
Die Gelbe Wabenkröte (Pipa arrabali) ist ein südamerikanischer Froschlurch aus der Familie der Zungenlosen.

## Merkmale
Die Gelbe Wabenkröte wird durchschnittlich 4 und kann maximal bis zu 6 Zentimeter lang werden. Der Kopf ist bei dieser Art ziemlich breit, seine Breite von Mundwinkel zu Mundwinkel ist viermal in der Kopfrumpflänge enthalten. Die Schnauze ist stumpf gerundet und über die Maulspalte vorspringend, die Nasenlöcher sind weit auseinanderliegend. Die Mundwinkel sind beidseitig von Falten leicht verdeckt, es sind jedoch keine Anhängsel an der Schnauze vorhanden. Die Augen sind klein und etwa 3,5 Mal im Interorbitalabstand enthalten. Auf Praemaxillare und Maxillare sind Zähne vorhanden, die in Größe und Zahl stark reduziert sind. Die Fingerspitzen tragen die bei allen Wabenkröten artspezifischen Anhänge und haben Tastfunktion. Sie werden auch als „Sternförmiges Organ“ bezeichnet und die Wabenkröten als „Sternfingerkröten“. Bei der Gelben Wabenkröte verzweigen sich die Fingerspitzen in vier gleich große Lappen.
Die Hinterbeine sind lang und betragen etwa 110 % der Kopfrumpflänge; die Zehen sind mit bis zu den Spitzen reichenden ausgebogenen Schwimmhäuten ausgestattet. Die drei inneren Zehen sind keratinös und dunkler gefärbt als die übrigen.
Die Farbe des lebenden Tieres ist an der Oberseite grau bis leicht bräunlich mit zahlreichen dunklen Flecken, an der Unterseite weiß.

## Vorkommen
Diese Art ist von Guyana, Surinam, dem westlichen Venezuela bis zum nördlichen und zentralen Brasilien verbreitet und konnte bisher nur in kleineren mehr oder weniger ausdauernden stehenden Gewässern (Tümpeln) angetroffen werden. Wenn ein Tümpel austrocknet, ziehen die Tiere in einen anderen um. Sie können sich auch an Land durch Hüpfen schnell fortbewegen.

## Lebensweise
Die Gelbe Wabenkröte ist im Freiland nachtaktiv. Tagsüber können die Tiere zwar beim Luftschöpfen an der Wasseroberfläche beobachtet werden, sie verstecken sich aber sofort wieder am Grund des Gewässers, wo sie bis zum nächsten Luftholen verbleiben. Die Wabenkröten kommen etwa alle fünf Minuten zur Wasseroberfläche, um Luft zu schöpfen, werden sie gestört, können sie aber auch bis zu 20 Minuten unter Wasser ausharren.
Auf Nahrungssuche gehen die Tiere ausschließlich nachts. Sie schwimmen dabei langsam über den Grund und tasten mit ausgestreckten Vorderbeinen die Umgebung ab. Die Gelbe Wabenköte frisst im Freiland vor allem Kaulquappen, die beim Umherschwimmen aufgestöbert werden. Die Kaulquappen werden durch Saugschnappen, kombiniert mit einer gleichzeitigen Greifbewegung, vom Boden oder aus dem freien Wasser aufgesaugt. Bei der Futtersuche dringen die Tiere auch in Schaumnester von Leptodactylus-Arten (L. knudseni, L. pentadactylus) ein, wo sie sich auch mehrere Tage aufhalten können.
Auf eine visuelle Anregung durch bewegte Beutestücke, wie sie bei anderen Pipiden zum Auslösen der Fressreaktion nötig ist (z. B. bei Zwergkrallenfröschen) scheint P. arrabali nicht angewiesen zu sein. Sie orientiert sich eher mit dem Geruchs- und Tastsinn, bzw. dem gut entwickelten Seitenlinienorgan.

## Fortpflanzung
Männliche Gelbe Wabenkröten rufen in freier Natur vor allem in der Regenzeit (von Oktober bis Juni) und zwar ausschließlich nachts. Der Ruf gleicht einem metallischen Klicken und wird unter Wasser ausgestoßen. Die Männchen sitzen dazu mit aufgerichtetem Oberkörper am Grund der Tümpel, teilweise unter Laub versteckt.
Die Gelbe Wabenkröte bringt je nach Größe des Muttertieres zwischen 6 und 16 bereits fertig entwickelte Jungkröten zur Welt. Eine Paarung konnte zwar bisher nicht beobachtet werden, sie muss aber ähnlich ablaufen, wie bei der Großen Wabenkröte: Männchen und Weibchen führen unter Wasser eine Art „Paarungstanz“ mit Loopings auf, mit dem Ziel, dass die absinkenden Eier auf dem Rücken des Weibchens landen und dort haften bleiben. Mit der Zeit werden die Eier von der Haut des Weibchens überwachsen und verschwinden bald ganz im Rücken. Die „Waben“ sind bei der Gelben Wabenkröte auf den hinteren Teil des Rückens beschränkt, wo sich die angeschwollene Haut bald rucksackartig vorwölbt.
Frisch geschlüpfte Jungkröten weisen eine Kopfrumpflänge zwischen 10 und 14 mm auf.